# Ойербах, Шломо Залман
Шломо Залман Ойербах (30 июля 1910, Иерусалим — 19 февраля 1995, там же) — израильский раввин, один из важнейших религиозных авторитетов второй половины XX века; глава ешивы Коль Тора.

## Биография
Родился в Иерусалиме в 1910. Его отец, раввин Хаим Юда-Лейб Ойербах, был одной из центральных личностей старого ишува и главой каббалистической ешивы Шаар ха-Шамаим в Иерусалиме. Обучался в иешиве Эц Хаим.
В 24 года он написал книгу «Мэорей Эш». Взгляды, изложенные в этой книге, поддержали его преподаватель, Исер-Залман Мелцер, а также Хаим-Озер Гродзенский из Вильнюса.
В 1929 женился на Хае-Ривке Рохамкин и продолжил своё обучение в колеле раввина Цви-Песаха Франка (Мидраша Бней-Цион), который специализировался на «Сэдэр Зраим» и законах, относящихся к жизни на Святой земле Израиля (его нововведения вошли в книги «Керем Цион» и «Мааданей Арец»).
Учился также у раввинов Дова-Бериша Вейденфельда, Шимшона-Аарона Полански и Зелига-Реувена Бенгиса.
Прославился своими новаторскими и всеобъемлющими взглядами на постановления галахи, особенно на те, что касаются новых технологий.
В 1948 году был назначен главой ешивы Коль Тора, которой управлял 40 лет, вплоть до кончины.
Всю свою жизнь прожил в Иерусалиме, в квартале Шаарей Цедек.
Был известен своей деликатностью, чуткостью и приветливостью.
Ойербаху не раз предлагали разные высокие раввинские должности, в том числе — пост главного раввина Иерусалима, но он от них отказывался.
С созданием «Бейт ха-Дин ха-Гадоль ле-ирурим» (Высший религиозный апелляционный суд) раввин Ицхак Айзик Герцог предложил Ойербаху стать одним из главных судей, но он отказался. Несмотря на это, к нему все равно обращались за решением галахических вопросов.
Хотя Ойербах принадлежал к ультраортодоксам харедим, он был признанным религиозным авторитетом и среди других ортодоксальных течений иудаизма.
Ойербах высоко ценил и почитал раввина А.-И. Кука, с которым познакомился через своего отца. Кук проводил церемонию его бракосочетания и дал свою хаскаму на книгу «Мэорей Эш».
Поддерживал поселенческое движение в Иудее и Самарии.

## Галаха рава Ойербаха
То обстоятельство, что его отец был каббалистом, никак не повлияло на галахические постановления рава Ойербаха, кроме того, нет свидетельств о том, что он вообще когда-либо занимался каббалой.
Большая часть его галахических постановлений выходила в форме статей, он также давал их в устной или письменной форме; некоторые из них в дальнейшем вошли в книги. Среди них — ответы на личные вопросы о галахических дилеммах, взгляд на различные талмудические темы, как практические, так и теоретические, а также обсуждение заповедей, привязанных к земле. Но все же основной темой его постановлений была повседневная жизнь отдельно взятого человека.
Он уделял особое внимание решению галахических вопросов, связанных с новыми технологиями и медициной. Был инициатором научных опытов, целью которых было установление некоторых принципов галахи. Например, установление точного момента смерти или минимальной температуры для приготовления пищи в случаях, в которых до этого готовка была запрещена. Свою первую книгу, «Меорей эш», он посвятил проблеме использования электричества в шабат.
В своих постановлениях р. Ойербах, кроме классических источников, опирался также на моральные и человеческие соображения. Он акцентировал внимание на необходимости разделять собственно закон и гзерот, и довольно часто склонялся к вынесению более мягкого решения, исходя из того, что сегодня не создаются новые гзерот.
Иногда он применял довольно новаторский подход к решению галахических вопросов, но делал это в определённых случаях с уточнением, что он не собирается устанавливать новую галаху, только лишь с согласия других авторитетных религиозных деятелей.

## Книги
Изданные до его смерти
- «Меорей эш», 1935
- «Мааданей арец», 1946
- «Мааданей арец», 1952
- «Минхат Шломо» (первый том), 1986

Изданные после его смерти
- «Минхат Шломо» (второй и третий том), 1999
- «Минхат авот»
- «ШУлхан Шломо»
- «Галихот Шломо»

Амир Машиах, рав Нарья Гутель и некоторые др. утверждают, что книги, изданные после смерти рава Ойербаха, подверглись редактированию, которое идет вразрез с его идеями.
Их оппоненты возражают, что редактирование не противоречит исходному тексту и объясняют претензии к редакторам его книг непониманием того обстоятельства, что язык рава с годами изменился.